# Tempête tropicale Emily (2011)
Pour les articles homonymes, voir Cyclone tropical Emily.
La tempête tropicale Emily est le cinquième système de la saison de 2011 dans l'océan Atlantique nord. Elle s'est développée à partir d'une forte onde tropicale au large de l'Afrique, et s'est déplacée sur plusieurs jours depuis le 31 juillet 2011 vers les Petites Antilles.

## Impact
La République dominicaine a été placée en alerte cyclonique maximale rouge dans six provinces, et en état de vigilance préventive dans sept autres régions.